# Preuve en droit civil français
En droit civil français, la preuve est la démonstration de la réalité d'un fait, d'un état, d'une circonstance ou d'une obligation, dans le but de faire valoir une prétention, c’est-à-dire l’objet d’une demande à laquelle une partie engagée dans une procédure judiciaire sollicite qu'il lui soit fait droit. Il s’agit d’une notion fondamentale, car en cas de contestation, ne pas pouvoir prouver son droit revient à ne pas en avoir.
Il existe deux systèmes de preuve en droit civil français : le système dit de preuve libre ou morale (qui permet l'utilisation de tous les modes de preuves) et le système de la preuve légale (qui reconnaît surtout les preuves par écrit).
En droit civil, le système de preuve libre est employé lorsqu'il s'agit de prouver des faits juridiques (à l'exception de la naissance et du décès), alors que le système de preuve légale est employé lorsqu’il s’agit de prouver des actes juridiques (contrats, testament, etc.) au-delà d'un certain montant fixé par décret (actuellement 1 500 €). 
Le système de preuve est fixé par l’article 9 du code de procédure civile, qui énonce : « Il incombe à chaque partie de prouver conformément à la loi les faits nécessaires au succès de sa prétention ».

## Charge de la preuve
La charge de la preuve est l'obligation faite à une partie au procès de prouver les éléments qu'elle avance à l'appui de ses prétentions. 
Celui qui a la charge de la preuve supporte le risque de la preuve. C’est-à-dire que s’il ne parvient pas à convaincre le juge, le fait qu’il allègue est jugé faux sans que son adversaire ait à prouver quoi que ce soit.

### Principes
Deux adages de droit romain permettent de saisir les grands principes relatifs à la charge de la preuve :
- Actori incumbit probatio : « La charge de la preuve incombe au demandeur. »
- Reus in excipiendo fit actor : « Celui qui allègue une exception en défense doit la prouver. »

Cette articulation se retrouve au sein de l'article 1353 du code civil, qui dispose : 

« Celui qui réclame l'exécution d'une obligation doit la prouver.
Réciproquement, celui qui se prétend libéré, doit justifier le paiement ou le fait qui a produit l'extinction de son obligation. »

Plus généralement, un autre adage romain résume assez bien la situation dans la très grande majorité des cas : affirmanti incumbit probatio, c'est-à-dire : « La preuve incombe à celui qui avance l'existence d'un fait. » 

### Exception: cas des présomptions
On sait que contre un écrit établissant un acte juridique, on ne peut prouver que par un acte sous signature privée ou authentique, sauf exceptions d'impossibilité matérielle ou morale de se procurer un écrit, s'il est d'usage de ne pas établir un écrit, ou lorsque l'écrit a été perdu par force majeure. On sait également que les faits juridiques se prouvent par tous moyens, sauf exceptions (naissance, décès).
Cependant, au visa de l'article 1354 du Code civil, «la présomption que la loi attache à certains actes ou à certains faits en les tenant pour certains dispense celui au profit duquel elle existe d'en rapporter la preuve ». De surcroît, au visa de l'article 1382 du Code civil, « les présomptions qui ne sont pas établies par la loi, sont laissées à l'appréciation du juge, qui ne doit les admettre que si elles sont graves, précises et concordantes, et dans les cas seulement où la loi admet la preuve par tout moyen ».  
Ainsi, la charge de la preuve peut parfois être modifiée par le jeu de présomptions, présomptions dites "légales" lorsqu'elles découlent de la loi ou "judiciaires" (également appelées "de fait") lorsqu'elles découlent de faits et qu'elles sont admises par le juge. 

#### Présomptions légales
La présomption légale, c'est-à-dire celle posée par la loi à propos de faits ou d'actes juridiques, tient ceux-ci pour certains et dispense celui au profit duquel elle existe d'en rapporter la preuve. Elle pourra être, selon sa force, simple, mixte, ou irréfragable.

##### Présomptions légales simples
La présomption légale est dite simple lorsque la loi en permet la preuve contraire par tout moyen. Ainsi, par exemple : 
1. Lorsqu’un départ d’incendie a lieu au sein d'un immeuble loué, le locataire est présumé être responsable de cet incendie (article 1733 du Code civil[3]). Il peut toutefois apporter la preuve que l'incendie n'a pas été causé par sa faute mais par un événement qui ne lui est pas imputable (communication de feu, vice de construction, etc.).
2. Lorsque deux personnes sont mariées, l'enfant que la mère met au monde est présumé être le fils du mari (Article 312 du Code civil[4]). S'il veut renier l'enfant, le père doit introduire une action en contestation de paternité et prouver (généralement par un test génétique) qu'il n'a pas conçu l'enfant.

##### Présomptions légales mixtes ou semi-irréfragables
La présomption « est dite mixte lorsque la loi limite les moyens par lesquels elle peut être renversée ou l’objet sur lequel elle peut être renversée ».

##### Présomptions légales irréfragable
La présomption est irréfragable « lorsqu’elle ne peut pas être renversée ». Ces présomptions ne se contentent pas de déplacer l’objet de la preuve, mais, de façon bien plus radicale, suppriment la nécessité de la preuve en posant le caractère incontestable de certaines affirmations.
Le fait qui bénéfice de la présomption ne relève plus d’une logique probatoire : il est hors du débat. Il ne sert à rien de chercher à déterminer si le fait est exact ou non, il sera nécessairement considéré comme vrai. On appelle cela une fiction juridique.
En principe, le pouvoir de poser ainsi ce que le droit considère comme vrai n’appartient qu’au législateur, mais la jurisprudence s’est implicitement reconnu le pouvoir d’admettre des présomptions irréfragables.
Ainsi, par exemple :
1. Lorsqu'un parent vend un bien en viager à l'un de ses enfants, cette opération est considérée comme une donation déguisée et on présume que l'acte a préjudicié aux autres héritiers (article 918 du Code civil[5]), même si la preuve est rapportée que le viager a préjudicié à cet enfant.
2. Un contrat devant être écrit sous peine de nullité dans un certain délai (exemple : CDD ou contrat de mission d'intérim) bénéficie d'une présomption irréfragable de nullité en l'absence de contrat signé produit devant le juge, de sorte que ne pourra être prouvée autrement que par une preuve parfaite (aveu judiciaire ou serment décisoire) la date de transmission du contrat, laquelle, si elle est intervenue en temps utile, rend valable ce contrat solennel, quoique non signé, dès lors que c'est par fraude que le cocontractant salarié a refusé de le signer dans le délai légal (cf. article 1354 du Code civil).

#### Présomptions judiciaires ou "de fait"
Les présomptions judiciaires ou "de fait" sont celles qui ne sont pas établies par la loi. Elles sont laissées à l'appréciation du juge, qui ne doit les admettre que si elles sont graves, précises et concordantes, et dans les cas seulement où la loi admet la preuve par tout moyen. 
Ainsi, lorsqu'il est impossible de prouver directement un fait, le juge peut se satisfaire d'indices qui établissent indirectement le fait, à condition que ces éléments soient « graves, précis et concordants » (article 1382 du Code civil). Il appartient ensuite au défendeur de prouver le contraire, puisqu'elles sont par nature réfragables.
L'exemple classique en la matière est celui de la preuve du lien entre sclérose en plaques et vaccins contre l'hépatite B. Il est, à ce jour, impossible de prouver scientifiquement que les vaccins contre l'hépatite B entraînent des cas de scléroses en plaques. Néanmoins, de nombreux requérants ont pu obtenir réparation auprès des fabricants de vaccins en avançant divers indices, tels que la concomitance entre l'administration du vaccin et l'apparition de la maladie ou la prévalence statistique plus importante d'apparition du trouble chez les individus vaccinés. Il appartenait, dans ces cas, aux industriels pharmaceutiques d'apporter la preuve que la sclérose en plaques ne pouvait être causée par le vaccin.  (Civ. 1re, 10 juillet 2013, no 12-21.314).

## Objet de la preuve

### Preuve du droit
Jura novit curia : « le juge connaît le droit ».
La règle de droit n’a pas à être prouvée, et le juge fonde son avis en fonction de l’orientation que donnent les preuves par rapport au droit. 
À noter cependant deux exceptions :
- Les usages professionnels ne sont pas écrits et ont parfois la valeur de règle de droit. Il appartient à la partie qui s'en prévaut de la prouver via l'attestation d'une autorité compétente en la matière (les « parères », document délivré par un syndicat ou une chambre de commerce et d'industrie).
- La loi étrangère devait auparavant être prouvée par les parties, dans des modalités analogues à celles de la preuve des usages professionnelles (attestation des consulats en ambassades). Il appartient aujourd'hui au juge d'en rechercher la substance, sans que les parties ne soient obligées de participer à la recherche[7]

### Preuve des actes et faits juridiques
Les questions de fait doivent être prouvées par les parties. Selon qu'il s'agisse de prouver un fait juridique ou un acte juridique, les règles sont différentes et souffrent d'exceptions. 

#### Preuve des actes juridiques

##### Principe
La preuve des actes juridiques n'est pas libre et se fait par des procédés de preuve dits parfaits (selon le système de la preuve légale).
En effet, depuis l’Ordonnance de Moulins de 1566, le principe est la preuve par écrit des actes juridiques. Il en résulte deux conséquences :
- d’une part, l’acte doit être constaté par écrit en vue de sa preuve ;
- d’autre part, la preuve contraire à un écrit ne peut elle-même être faite que par écrit.

Cette règle s’explique par le fait qu’en matière d’acte juridique, il est possible de se préconstituer une preuve. On préfère alors privilégier l’écrit que l’on estime beaucoup plus fiable que le témoignage dont la crédibilité peut être mise en cause, et beaucoup moins arbitraire que les présomptions laissées à la discrétion du juge.

##### Exception
Il existe des exceptions au principe du système de preuve légale, qui permettent alors de prouver selon le système de la preuve libre :
- lorsque l'acte concerne une somme de moins de 1 500 €[1] ;
- lorsqu’il existe un commencement de preuve par écrit[8] ;
- lorsqu’il a été matériellement ou moralement impossible d'exiger une preuve littérale[9] (relations de famille, relations amoureuses[10], relations amicales entre passionnés d’automobiles[11], usages contraires en matière agricole[12], etc.) ;
- lorsque l'écrit a été perdu par cas fortuit ou de force majeure[9] ;
- en cas de perte de l’original mais de présentation d’une copie qui en est la reproduction fidèle et durable[13].

Toutefois, l’impossibilité d’obtenir un écrit ne dispense pas de rapporter la preuve par tous moyens de l’acte allégué (Civ. 1re, 19 octobre 2016).

#### Preuve des faits juridiques

##### Principe: liberté probatoire
Le fait juridique est le plus souvent un événement imprévu dont il n'a pas été possible d'établir une preuve préconstituée. Ainsi l’article 1358 du Code civil autorise-t-il le recours à la preuve par tout moyen, « hors le cas où la loi en dispose autrement », et elle ne dispose pas autrement pour les faits juridiques, sauf pour quelques exceptions.

##### Exceptions à la liberté probatoire
Il existe des faits juridiques dont la gravité a poussé le législateur à organiser le système de preuve s'y rapportant. Ainsi, la naissance ou le décès, par exemple, doivent être prouvés au moyen d'actes d'état civil qui sont des actes authentiques, formés par des officiers ministériels.  
Il y a aussi exception à la liberté probatoire d'un fait juridique lorsque celui-ci conditionne la validité d'un acte juridique duquel la validité est également subordonnée à la rédaction d'un écrit signé. Par exemple : un CDD ou un contrat de mission d'intérim est nul s'il n'est pas écrit et signé des deux parties dans les deux jours de la mise à disposition du salarié, sauf si le contrat a effectivement été transmis dans ce délai au salarié. Cette transmission est un fait juridique particulier qui ne peut dès lors être prouvé librement. Seuls l'aveu judiciaire et le serment décisoire peuvent prouver la date de cette transmission et faire échec à la présomption irréfragable de nullité mentionnée plus haut dans la section présomption irréfragable (cf. article 1354 du Code civil).

## Modes de preuve

### Preuves parfaites
Les preuves parfaites peuvent être utilisées dans tous les systèmes de preuve. Il s’agit de l’écrit, de l’aveu judiciaire et du serment décisoire. Ces procédés de preuve parfaits sont admissibles en toute matière et lient le juge, qui doit en tirer les conséquences.

#### Preuves littérales
Les preuves littérales sont celles qui sont rédigées. L'écrit est défini par l’article 1365 du Code civil comme « une suite de lettres, de caractères, de chiffres ou de tous autres signes ou symboles dotés d'une signification intelligible, quel que soit leur support. »
Il existe deux preuves parfaites littérales : l’acte authentique et l’acte sous seing privé, auxquels est venu s’ajouter en 2011 l’acte contresigné d’avocat.

##### Acte authentique

###### Définition
Les actes authentiques sont définis par l'article 1369 du Code civil : « L’acte authentique est celui qui a été reçu, avec les solennités requises, par un officier public ayant compétence et qualité pour instrumenter. » Il s’agit par exemple de l’acte notarié, dressé par un notaire.
La loi du 13 mars 2000 a complété cet article par un second alinéa concernant les actes sur support informatique : « Il peut être dressé sur support électronique s'il est établi et conservé dans des conditions fixées par décrets en Conseil d'État. »
L’établissement d’un acte authentique est parfois exigé, à peine de nullité, pour certains actes solennels (contrat de mariage, donation, hypothèque, etc.). Dans ce cas, l’acte authentique est en même temps une condition de validité du contrat et un moyen de prouver l’existence et le contenu de ce dernier.
En dehors de ces hypothèses, pour les contrats consensuels, conclus par le seul échange des consentements, cette formalité n’est pas nécessaire, ni pour établir la validité du contrat, ni pour le prouver. Mais il peut quand même être utile de recourir à l’acte authentique : l’acte sera mieux rédigé sur les conseils du notaire, le notaire aura conseillé les parties sur le bien-fondé de l’acte (ce qui explique que l’acte notarié soit dispensé de toutes les mentions manuscrites exigées par la loi pour protéger la partie faible). L’intervention du notaire prémuni aussi contre le risque de perte de l’acte. Enfin, l’acte authentique a force exécutoire, comme les jugements, ce qui permet de procéder à des mesures d’exécutions forcées en cas d’inexécution du contrat sans avoir à passer devant le juge.
Pour qu’un acte soit authentique, il faut qu’il réponde à trois séries de conditions :
- il doit être rédigé par un officier public, c'est-à-dire une personne officiellement investie de cette mission particulière. C’est le cas des notaires, des officiers d’état civil, des huissiers, des greffiers, etc. ;
- l’officier public doit être compétent, à la fois pour le type d’acte qu’on lui demande d’établir (compétence d’attribution) et quant au lieu où il intervient (compétence territoriale). Par exemple, un notaire n’a, en principe, de compétence que pour les actes privés, et dans le ressort de la cour d’appel dont il dépend ;
- l’acte doit être établi dans les formes prévues par la loi. Certaines sont communes à tous les actes authentiques (signature de l’officier public et des parties, approbation des renvois et ratures, etc.). D’autres sont propres à chaque type d’acte. Par exemple, un acte notarié doit être rédigé en langue française, sur papier timbré, être lu aux parties, etc.

En cas d’irrégularité de forme, l’acte est nul en tant qu’acte authentique, mais il peut alors valoir acte sous seing privé s’il en remplit, par ailleurs, les conditions.

###### Portée probatoire
L’acte authentique est un mode de preuve par écrit qui permet de prouver l’existence et le contenu d’un acte juridique. Il faut distinguer selon qu’il s’agit de prouver l’origine ou le contenu de l’acte :
- En ce qui concerne l’origine de l’acte (c’est-à-dire la date et la signature), on ne peut pas prouver contre l’acte authentique. En effet, l’acte authentique fait foi jusqu’à inscription de faux[19]. Cela signifie que, pour prouver contre l’acte authentique, il faut d’abord le faire tomber en démontrant son caractère mensonger. La preuve contraire doit ainsi être rapportée dans le cadre d’une procédure spéciale dont le succès suppose démontrée une affirmation mensongère du notaire, ce qui n’arrive presque jamais.
- En ce qui concerne le contenu de l’acte, il faut distinguer les énonciations qui émanent des parties et des témoins (qui ne font foi que jusqu’à preuve contraire, comme pour un acte sous seing privé) et les constations et affirmations faites par le notaire lui-même dans le cadre de sa compétence (qui font foi jusqu’à inscription de faux).

##### Acte sous signature privée

###### Définition
Les actes sous signature privée sont les écrits remplissant un certain nombre de conditions de formes mais qui ne sont revêtus que de la signature des parties au contrat, et non de celle d'un officier public. Ainsi, dans le cas des contrats synallagmatiques, selon l'article 1372 du Code civil, une des conditions sera qu'il y ait autant d'originaux que de parties ayant un intérêt distinct (et qui s'obligent). Cette condition fait exception en matière commerciale.

###### Portée probatoire
La valeur probante de l’acte sous seing privé est limitée puisqu'il ne fait foi que jusqu’à preuve du contraire :
- au niveau de leur contenu ;
- au niveau de leur origine ;
- au niveau de la date (voir date certaine) ;
- au niveau de la signature.

Malgré tout, la preuve du contraire reste soumise aux mêmes limitations quant aux moyens de preuve.
Un acte sous seing privé qui ne remplirait pas toutes les conditions de forme (signature manquante, date oubliée, etc.) ne perdra pas toute sa valeur probante. En effet celui-ci n'aura plus la valeur probante de l'acte sous seing privé mais, par contre, fournira ce que l'on appelle un commencement de preuve par écrit qui ouvre, en régime de la preuve légale, les possibilités de la preuve libre pour confirmer ce qui est contenu dans cet acte.
De plus, les dates des actes sous seing privé ne sont vérifiées et valables que dans trois cas :
- l'enregistrement administratif ;
- la mort de l'un des signataires (l'acte n'aura pas pu être établi après sa mort) ;
- la constatation de l'existence de l'acte dans un acte authentique.

##### Acte sous seing privé contresigné par avocat
À la suite d'une proposition du rapport Darrois sur les professions du droit (2009), et en dépit de la protestation des notaires, la loi du 28 mars 2011, dans son article 3, a créé entre l’acte authentique et l’acte sous seing privé une troisième forme d’écrit : l’acte contresigné d’avocat.
Il s’agit d’un acte sous seing privé qui bénéficie de certains avantages du fait qu’il a été contresigné par un ou des avocats.
En particulier, le contreseing atteste du fait que l’avocat a pleinement éclairé la ou les parties qu’il conseille, de la portée et des conséquences juridiques dudit acte. En conséquence, l’acte contresigné est dispensé des mentions manuscrites qui sont
parfois exigées par la loi afin d’attirer l’attention de la partie faible, généralement le consommateur, sur la portée de son engagement. 
La même règle a été édictée pour les actes notariés (art. 1369 C. civ.). On peut penser que les parties auront suffisamment été instruites par l’avocat ou le notaire. En revanche, l’acte contresigné par avocat n’a pas la force exécutoire, laquelle n’est
reconnue qu’à l’acte authentique.

##### Copie
En 1804, les copies, faites à la main, étaient peu fiables. Aussi ont-elles été dotées par le Code civil d’une force probante très limitée. Elles n’ont été dotés d’aucune force probante d’autonomie : une copie peut certes être produite, mais si celui à qui l’on l’oppose demande la production de l’original, une telle exigence doit être satisfaite.
Mais l’évolution des techniques de reproduction de documents – carbone, microfiches, microfilms, photocopies, informatique, etc. – a nécessité une réforme en profondeur, opérée par la loi du 12 juillet 1980. La loi a accru la valeur probatoire des copies devant la pression des établissements bancaires. Il était en effet devenu irréaliste de conserver la trace originale de tous les chèques. Aussi les banques avaient-elles pris l’habitude de reproduire les chèques sur microfilms avant de les détruire. Mais elles ne pouvaient alors plus produire les originaux. Afin de valider un tel procédé, le législateur a, de façon plus générale, conféré une force probante autonome aux copies. Il est désormais efficace, en vertu de l’article 1379 du Code civil, de produire une copie, alors même que la production de l’original n’est plus possible.
Ainsi l’article 1379 permet-il :
- d’une part de produire une copie quelles qu’en soit les qualités, si l’on peut par ailleurs en produire l’original sur demande de l’adversaire ;
- d’autre part de produire une copie que fera preuve indépendamment de l’original, mais elle doit alors présenter certaines qualités, décrites par le décret no 2016-1673 du 5 décembre 2016[21].

#### Aveu judiciaire
Définit à l'article 1383 du Code civil, « l’aveu est la déclaration par laquelle une personne reconnaît pour vrai un fait de nature à produire contre elle des conséquences juridiques. Il peut être judiciaire ou extra-judiciaire. »
Définit à l’article 1383-2 du Code civil, l’aveu judiciaire est celui qui est réalisé devant une instance de justice. Sa force probante est absolue et le juge est obligé de juger en conséquence.
L’aveu judiciaire « fait pleine foi contre celui qui l’a fait ». Ce qui veut dire qu’il permet de prouver un acte juridique, et de prouver contre un écrit. Il présente à ce titre deux caractères :
- il est irrévocable, c’est-à-dire que l’auteur de l’aveu ne peut pas se rétracter (sauf erreur de fait)
- il est indivisible, c’est-à-dire qu’il constitue un tout que l’on doit prendre comme tel, sans pouvoir en choisir ou en distraire tel ou tel élément.

Si l'aveu est réalisé en dehors des instances judiciaires (dans une lettre, un enregistrement audio, fait devant témoin, etc.), il est dit extra-judiciaire, et alors il s’agit d’une preuve imparfaite. Une section est consacrée à l’aveu extra-judiciaire dans l’article.

#### Serment décisoire
Le serment décisoire est organisé par les articles 1384 à 1386-1 du Code civil. 
Le serment décisoire est un serment fait par l'une des parties à la demande de l'autre. 
Par exemple : un débiteur, incapable de prouver qu'il a bien remboursé, pourra demander à son créancier de faire serment de ne jamais avoir été remboursé. La partie à laquelle il est demandé de prêter serment a trois possibilités :
- soit elle prête serment et gagne son procès,
- soit elle refuse et perd son procès,
- soit elle réfère le serment à la partie adverse et met ainsi son sort entre les mains de l'autre partie.

Il est très rarement utilisé mais il reste toujours recevable, notamment lorsqu'en l'absence d'éléments convaincants, l'issue du procès demeure insoluble. De fait, il ne peut porter sur l'état des personnes. En ce qui concerne les autres matières, le serment décisoire ne peut déférer sur des faits personnels et pertinents.
Si l'instruction établit la fausseté d'un serment décisoire, celui qui en est l'auteur peut faire l'objet de graves poursuites (tribunal correctionnel), et le procès incriminé pourra être révisé en civil.

### Preuves imparfaites
Les preuves imparfaites ne peuvent être utilisées qu’en système de preuve libre. Il s’agit du témoignage, des présomptions judiciaires, du serment supplétoire, de l’aveu extra-judiciaire, et du commencement de preuve par écrit. Les preuves imparfaites ont une force probante limitée : le juge est libre vis-à-vis de leur appréciation. 

#### Témoignage
Tout le monde peut témoigner, sous réserve d'accepter de prêter serment (on parle de serment supplétoire), et sachant que le faux témoignage est un délit. Mais le juge n'est pas lié par un témoignage, il n'est pas obligé d'en tenir compte. De plus la partie adverse peut refuser de l'écouter. La valeur juridique du témoignage est discutable car il est considéré comme suspicieux.
En France, les articles 200 à 203 du Code de procédure civile et l'article 441-7 du nouveau Code pénal réglementent le témoignage. Le témoignage peut être écrit sur papier libre, ou suivant le formulaire Cerfa no 11527-03.
Le témoignage peut revêtir les mêmes garanties qu'une constatation d'un huissier (mais gratuit sur le plan pécuniaire), toujours à condition de s'en tenir aux faits.
Par exemple, en cas d'écoulement d'eau de pluie dans une maison, on peut constater que « des tuiles manquent à la toiture », et que « les murs sont mouillés ». Le témoignage ne doit pas affirmer des liens de cause à effet, tels que « les tuiles manquantes rendent les murs humides. »
Il est conseillé de faire appel à des témoins hors du cercle familial et sans relation professionnelle, bien qu'aucune disposition légale ne l'interdise.[réf. nécessaire]
Le témoignage est souvent la seule preuve contre les « refus de guichet ».

#### Présomption judiciaires
À la différence des présomptions légales que la loi impose au juge, les présomptions de l’homme sont un mode de raisonnement probatoire d’origine judiciaire.
La force probante des présomptions de l’homme « est laissée à l'appréciation du juge, qui ne doit les admettre que si elles sont graves, précises et concordantes. »

#### Serment déféré d’office ou supplétoire
Le serment déféré d’office (anciennement appelé supplétoire) est réglementé par les articles 1386 et 1386-1 du Code civil.
Il est à la disposition du juge qui peut le déférer d’office lorsque, les preuves produites ne lui paraissant pas suffisamment convaincantes, il souhaite en compenser les insuffisances (mais en pratique, le juge préférera ordonner une expertise).
Le serment supplétoire n’a pas de valeur probatoire en lui-même. Il ne peut que compléter un début de preuve existant. Il ne lie pas le juge qui est libre d’en tirer les conclusions qu’il lui plaira.

#### Aveu extra-judiciaire
Définit à l'article 1383 du code civil, « l’aveu est la déclaration par laquelle une personne reconnaît pour vrai un fait de nature à produire contre elle des conséquences juridiques. Il peut être judiciaire ou extra-judiciaire. »
Si l’aveu est réalisé devant une instance de justice, il est dit judiciaire, et il s’agit d’une preuve parfaite. Une section est consacrée à l’aveu judiciaire dans l’article.
Si l’aveu est réalisé en dehors des instances judiciaires (dans une lettre, un enregistrement audio, fait devant témoin, etc.), il est dit extra-judiciaire, et alors « sa valeur probante est laissée à l’appréciation du juge ». Les juges peuvent « s'estimer pleinement convaincus d'un aveu extra-judiciaire ».

#### Commencement de preuve par écrit
L’article 1362 du Code civil définit le commencement de preuve par écrit comme l’« écrit qui, émanant de celui qui conteste un acte ou de celui qu'il représente, rend vraisemblable ce qui est allégué. »
Un commencement par écrit ne suffit pas en soi à prouver un acte juridique. Mais son existence autorise le demandeur à l’allégation à compléter la preuve fournie, que l’on va considérée comme déjà à moitié apportée, en produisant des témoignages, en articulant des présomptions, ou encore en se prévalant d’indices tel un commencement d’exécution. Ces preuves complémentaires doivent nécessairement être extérieures au document qui constitue le commencement de preuve.

### Enregistrements déloyaux ou illégaux
Les enregistrements obtenus de manière déloyale et/ou illégale ne sont pas admis comme mode de preuve dans un procès civil. Ainsi, le fait d'avoir enregistré une conversation téléphonique à l'insu de quelqu'un peut se retourner contre la personne auteur de l'enregistrement, qui peut se voir poursuivie et condamnée. Cette solution a été confirmée dans un arrêt de la 2e chambre civile de la Cour de cassation du 7 octobre 2004.
L'article 226-1 du code pénal ne punit les enregistrements à l'insu d'une personne que lorsque ceux-ci sont réalisés dans le but de porter atteinte à l'intimité de sa vie privée.
En revanche, les messages laissés sur des répondeurs téléphoniques et les SMS sont toujours acceptés.
Le débat autour des preuves doit cependant respecter le contradictoire. Ainsi la Cour européenne des droits de l'homme peut regarder sous certaines conditions les enregistrements au travers de l'équité d'un procès dans l'administration des preuves (article 6.1 de la CEDH).